# ラバー・ダック (ホフマン)
ラバー・ダック（英語: Rubber Duck）は、オランダの芸術家、フロレンティン・ホフマンが制作した、アヒルのおもちゃを巨大化したパブリックアートであり、これを世界各地で展示するプロジェクトの名でもある。
ホフマンによると、ラバーダックは年齢や人種に関係なく、子供のころの記憶や、思い出を思い起こさせ、幸せや喜びの象徴でもある。

## 概要
ラバーダックは2007年からオランダをはじめ、フランス、ドイツ、ブラジル、ベルギー、日本、ニュージーランド、香港、中国、アゼルバイジャン、アメリカ、オーストラリア、台湾、ベトナム、韓国などで展示された。外側はポリ塩化ビニルのシートを組み合わせて風船状に作られており、水上に浮かべた台の上に接合され、台上に置かれた送風機で膨らませている。2009年にはベルギーでの展示で42か所も刺されるという被害にあったこともある。香港で展示したものは高さが16.5メートルと、今までで2番目に高いアヒルである。常に地元で制作しているため、もし何者かに襲われた場合でも、簡単に修復できる。
日本では、2009年に大阪府市統合本部などが大川で開催したイベント「水都大阪2009」の際に、八軒家浜に高さ9.5メートルのラバー・ダックが設置され、この主催者である千島土地が、2010年以降も大阪市や尾道市でのイベントにラバー・ダックを提供している。
2013年5月2日から6月9日まで香港のビクトリア・ハーバーで展示された際には、中国各地でホフマンの作品を模した巨大アヒルが各都市に出現した。また、巨大ラバー・ダックと天安門事件が関連付けられたコラージュ写真がインターネット上に出回ったため、6月5日には新浪微博でこの「黄色いアヒル」の検索ができない状態になった。